# Hirehadagali, Bellary
Hirehadagali là một làng thuộc tehsil Bellary, huyện Bellary, bang Karnataka, Ấn Độ.